# Fort McPherson (Canada)
Fort McPherson è una Borgata (hamlet) che si trova nella Regione di Inuvik nei Territori del Nord-Ovest in Canada.
Si trova sulla riva orientale del Fiume Peel, 121 km a sud della città di Inuvik sulla Dempster Highway.
Le due lingue parlate principali sono la Lingua Gwich’in e l'inglese.
Fort McPherson, in origine una delle basi commerciali della Compagnia della Baia di Hudson, prende il nome da Murdoch McPherson ed è stato designato National Historic Site of Canada.
È stato inoltre la prima base della Polizia a cavallo del Nord Ovest nel nord del Canada.

## Infrastrutture e trasporti
Fort McPherson è accessibile via strada tutto l'anno da Dawson City e Whitehorse nello Yukon con l'eccezione del periodo di scongelamento di primavera e di congelamento in autunno del fiume Peel.
Da Fort McPherson è possibile raggiungere Inuvik tramite la Dempster Highway che attraversa il fiume Mackenzie a Tsiigehtchic.
È presente un piccolo aeroporto, il Fort McPherson Airport, che offre voli stagionali con destinazione l'aeroporto di Inuvik (Inuvik (Mike Zubko) Airport), nel periodo in cui la strada che attraversa il fiume Peel è chiusa.